# Kuwania bipora
Kuwania bipora är en insektsart som beskrevs av Borchsenius 1960. Kuwania bipora ingår i släktet Kuwania och familjen pärlsköldlöss. Inga underarter finns listade i Catalogue of Life.